# Rudolf Hess
Richard Walter Rudolf Hess (tyskt uttal: ['rudolf hɛs]) (även stavat Heß), född 26 april 1894 i Alexandria i Egypten, död 17 augusti 1987 i Spandaufängelset i Västberlin, var en tysk nazistisk politiker. Vid Adolf Hitlers maktövertagande 1933 utsågs han till minister utan portfölj. Under 1930-talet och i början av 1940-talet var Hess Führerns ställföreträdare.
Den 10 maj 1941, sex veckor före Tysklands angrepp på Sovjetunionen, flög Hess till Skottland i ett försök att mäkla fred med Storbritannien. Han greps och placerades i krigsfångenskap. Vid Nürnbergprocessen 1945–1946 dömdes Hess till livstids fängelse för planerande av anfallskrig och brott mot freden. Från 1947 till sin död 1987 var Hess internerad i Spandaufängelset i Berlin.
I juli 2011 exhumerades Hess kvarlevor ur familjegraven i Wunsiedel och kremerades för att förhindra att nynazister vallfärdar dit på årsdagen av hans död.

## Uppväxt
Rudolf Hess föddes den 26 april 1894 i Ibrahimieh, en förort till Alexandria, Egypten, där hans far Friedrich "Fritz" Hess, en framgångsrik köpman från Bayern, befann sig på långvarig affärsresa. Två år tidigare hade Fritz Hess gift sig med Clara Münch. De fick tillsammans tre barn; Rudolf, Alfred (1897–1963) och Margarete (född 1908; kallad "Gretel"). Rudolf döptes i en tysk-evangelisk kyrka i Alexandria. I samma förort fick han även sina första år av utbildning. Hans föräldrar placerade Rudolf i en tysk-proto-protestantisk grundskola.
Familjen Hess härstammade från Wunsiedel i den tyska bergskedjan Fichtelgebirge. Sedan många generationer tillbaka i tiden hade släkten nationalistiska rötter. På Fritz Hess kontor hängde bland annat en tavla med ett porträtt på kejsare Vilhelm I. Familjen ägde en sommarstuga i Reicholdsgrün i Bayern, en stuga som familjen fått råd med genom framgångarna med Rudolfs farfars företag, Hess & Co, som Fritz Hess hade fått ärva. Fritz Hess hade förvaltat arvet väl och fått företaget att växa. Fadern hade som intention att sonen skulle bli köpman och därefter få ärva företaget och driva det vidare. Rudolf Hess ämnade dock inleda studier i astronomi och matematik, men placerades istället på pojkinternatet i Bad Godesberg i Bonn där han studerade mellan den 15 september 1908 och påsken 1911. Det var sedan meningen att Rudolf Hess skulle studera vid École Supérieur de Commerce i Neuchâtel, Schweiz och få en vidareutbildning som köpman i Hamburg.

## Första världskriget och vägen till NSDAP

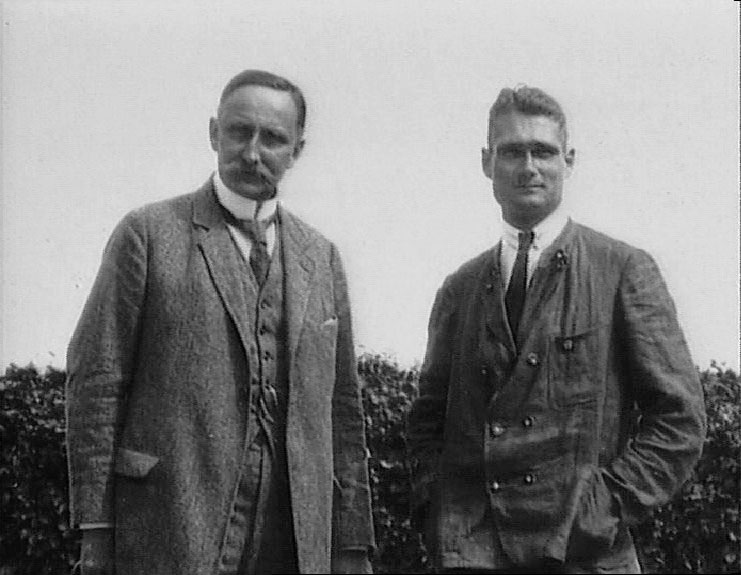
Professor Karl Haushofer och Rudolf Hess, tillsammans utanför Münchens universitet.

Hess studerade statsvetenskap, historia, ekonomi och geopolitik vid Münchens universitet, där han kom i kontakt med professorn i geopolitik Karl Haushofer. De två utvecklade en varm vänskap, och Haushofer anses av både experter och bekanta att till stor del ha påverkat Hess politiskt och ideologiskt. I början av första världskriget befann sig familjen Hess i Bayern. Rudolf Hess anmälde sig som frivillig till det bayerska artilleriet. Han omplacerades strax därefter och tjänstgjorde senare i det 1:a bayerska infanteriregementet vid Somme på västfronten. Efter sex månader vid fronten befordrades han till vicekorpral. Hess blev under tiden i armén även tilldelad Järnkorset av andra klassen.
Hess visade på stor entusiasm och framgång i armén. År 1917 blev han befordrad till löjtnant, men hans framgång i arméns hierarki medförde att han också blev svårt sårad, två gånger. Första gången var i juni 1916 av granatsplitter och den andra i juli 1917 vid den rumänska fronten, då en kula genomborrade hans vänstra lunga och han fick akutvård vid ett närliggande sjukhus. Direkt efter att han skrevs ut från sjukhuset sökte han sig till flygvapnet. Han nekades första gången. Han påbörjade en utbildning till det bayerska flygvapnet Jagdstaffel 34. Hess hann dock aldrig slutföra sin utbildning hos flygvapnet innan det tyska luftartilleriet hade lidit för stora nederlag och tvingades att se sig besegrat. Den 18 december 1918 fick Hess beskedet att han var "avskedad från alla militära aktiviteter" och blev hemskickad till Reicholdsgrün.
Efter krigsslutet 1918 och undertecknandet av vapenstilleståndsavtalet ökade Hess ideologiska medvetenhet då den stora socialistiska revolutionen i München pågick samtidigt. Det var under denna tid som han kom i kontakt med Thulesällskapet, som i hemlighet höll till på Hotel Vier Jahreszeiten. Under den kortlivade Bayerska rådsrepublikens sista dagar avrättades flera av sällskapets medlemmar. Efter det blodiga upploppet fick Hess höra talas om frikåren, en högerextremistisk grupp som tillsammans med tyska armén intog München den 3 maj. Han anslöt sig till frikåren och fann att hans och dess ideologi sammanföll, och det var via denna frikår som Hess för första gången hörde ett tal av Adolf Hitler.

### Inträde i NSDAP
Hess inträdde i Nationalsocialistiska tyska arbetarepartiet (NSDAP) den 1 juli 1920 som medlem nummer 16 och fick där uppgiften att värva studenter till SA. Den 9 november 1923 deltog Hess i Hitlers ölkällarkupp i München. Kuppförsöket misslyckades, och flera av deltagarna dömdes till fängelse. Hitler och Hess internerades på fästningen i Landsberg am Lech. Under fängelsevistelsen 1924 nedtecknade Hess stora delar av Mein Kampf på Hitlers diktamen. Hess hade dock inte någon del i bokens innehåll.
Hess frisläpptes ur fängelset i december 1924 och var under kort tid amanuens vid Münchens universitet. I april 1925 utsåg Hitler honom till sin privatsekreterare med en månadslön på 500 tyska riksmark. Hess hade även till uppgift att försöka medla i konflikter mellan NSDAP:s partimedlemmar och stå för partiets olika kampanjer. 
Den 20 december 1927 gifte sig Hess med den 27-åriga Ilse Pröhl (22 juni 1900–7 september 1995) från Hannover, och bland bröllopsvittnena fanns bland annat Hitler. Rudolf och Ilse fick senare en son, Wolf Rüdiger Heß (18 november 1937–24 oktober 2001).

## Hess roll iTredje riket
Vid Hitlers maktövertagande i slutet av januari 1933 utnämndes Hess till riksminister utan portfölj. Han erhöll graden Obergruppenführer inom SS. Den 21 april samma år utnämnde Hitler Hess till sin ställföreträdare, tyska Stellvertreter des Führers, StdF. Hitler gav Hess fullmakt att i hans namn äga beslutsrätt i alla ärenden gällande partiledningen.
I och med rollen som ställföreträdare fick Hess behov av en sekreterare; han utsåg Martin Bormann. Detta gav Hess mera tid till att tala offentligt. Men även om Hess ofta tog ton var det alltid Adolf Hitler som höll i taktpinnen. Hitler styrde, Hess löd order. Trots detta förblev Hess en av de mest lojala av Hitlers närmaste män.
Hess, som var en naturälskare som förordade biodynamisk odling och homeopatiska mediciner, var den gröna falangens företrädare i nazistpartiets ledning och den som förde samman Hitler med Walther Darré.
Hess trodde starkt på den fred som Hitler länge talat om. Ju närmare Hitler kom kriget, desto längre gled Hess och hans överordnade ifrån varandra.[källa behövs] Vid andra världskrigets utbrott den 1 september 1939 tillkännagav Hitler offentligt att han hade utvalt Hess till sin efterträdare näst efter Hermann Göring.

## Flygningen till Storbritannien och tillfångatagandet hos britterna

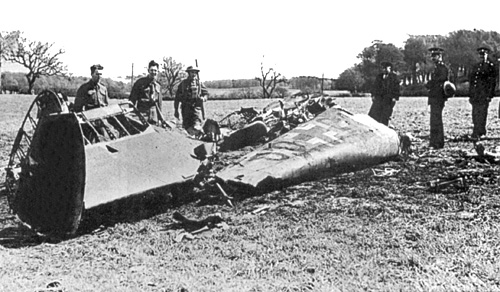
Vraket efter Hess Bf 110-plan på åkern i Eaglesham.

Den 10 maj 1941, klockan 17.45, flög Hess på egen hand från Augsburg i en Messerschmitt Bf 110 till Storbritannien för att där försöka mäkla fred med britterna. Händelsen inträffade knappt sex veckor före Operation Barbarossa, Nazitysklands anfall på Sovjetunionen, en omständighet som kan ha föranlett Hess oväntade handlande. Klockan 23.06, hoppade han i fallskärm och landade på en åker nära Eaglesham strax söder om Glasgow i Skottland.
Efter att ha blivit omhändertagen av britterna bad han att få tala med Douglas Douglas-Hamilton, hertigen av Hamilton, som hans personlige rådgivare Albrecht Haushofer hade brevväxlat med, samt premiärminister Churchill. Hess önskan ignorerades och istället internerades han.
Hess flyttades omkring mellan olika skotska och brittiska fängelser. Efter att initialt ha varit internerad i Towern i London i en dryg vecka fördes Hess till Maryhill i Glasgow och därefter till Mytchett Place i närheten av Aldershot. Byggnaden var utrustad med mikrofoner och bandspelare och tre MI6-officerare fick jobbet att förhöra Hess eller "J" vilket blev hans kodnamn. Efter att hertigen hade underrättat Churchill gav denne order om att få ur Hess all information som skulle kunna vara av intresse för Storbritannien.
Trots detta hade inte Rudolf Hess mycket information att ge britterna. Han hade blivit utesluten från den mesta av den militära strategin hemma i Tyskland, trots sin roll som Führerns ställföreträdare. När Hitler fick kännedom om Hess flygning till Storbritannien blev han ursinnig och uteslöt honom ur NSDAP och fråntog honom alla partiutmärkelser. Martin Bormann blev Hess efterträdare, även om han egentligen endast blev Hitlers privatsekreterare och inte ställföreträdare. Samtidigt lät man i Tyskland gripa Hess alla adjutanter i tron att Hess hade blivit galen. Detta återspeglade sig även bland MI6-officerarnas uppfattningar, då de gång på gång blev tvungna att byta mat med honom sedan han trott att hans egen skulle vara förgiftad.
Hess blev intervjuad av psykiatrikern John "Jack" Rawlings Rees (1890–1969). Hans slutsats var att Hess inte var galen men att han led av depression, antagligen på grund av att han misslyckades med att utföra sitt uppdrag. Hess var inte alls förtjust i Rees och nämnde honom ofta i sin dagbok som han skrev under fängelsetiden. Dagbokens inlägg återfinns i dag i den brittiske författaren David Irvings alster Hess: the Missing Years.

## Hess inför rätta

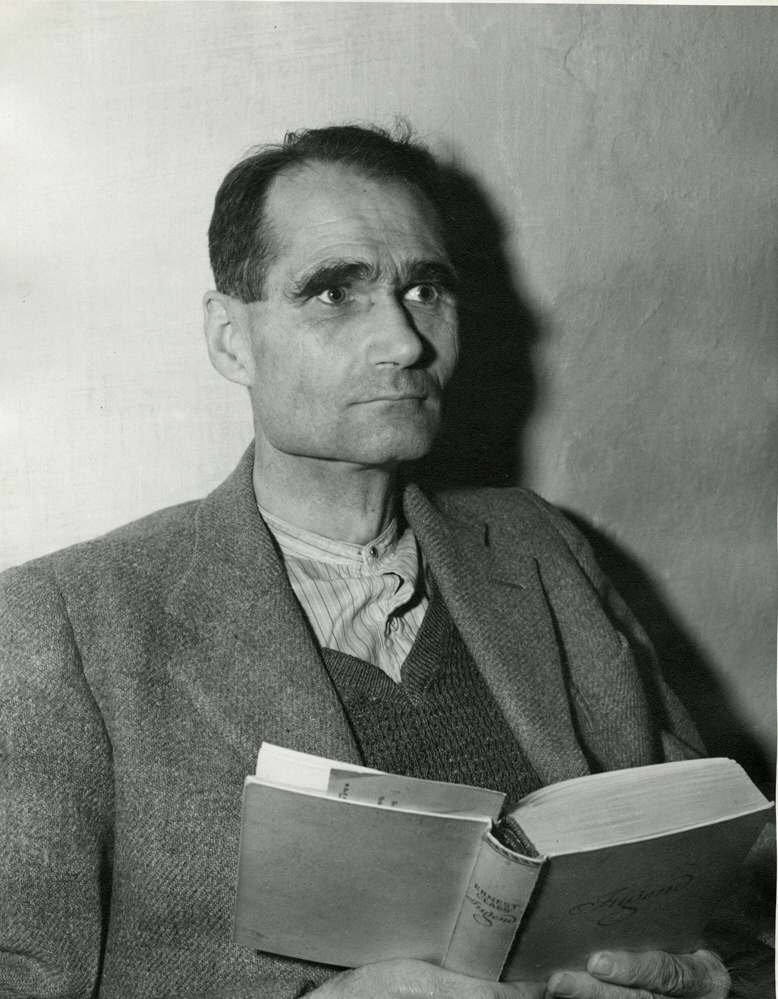
Rudolf Hess i sin cell i Nürnberg (november 1945).

Den 10 oktober 1945 fördes Rudolf Hess till Nürnberg för att där ställas till svars för bland annat brott mot freden och krigsförbrytelser. Under Nürnbergprocessen 1945–1946 gjorde Hess ett förvirrat intryck och vissa påstod att han led av sinnessjukdom. Hans försvarsadvokat Alfred Seidl påvisade att hans klient inte hade haft möjlighet att göra sig skyldig till några mer omfattande krigsförbrytelser under kriget eftersom Hess i maj 1941 hade tagits som krigsfånge i Storbritannien. Åklagaren hävdade dock att minnesförlusten inte skulle ha raderat Hess personlighet fullt ut.[källa behövs]
Den 30 november 1945, tio dagar efter det att rättegången hade inletts, förklarade Hess inför rätten att hans minnesförlust haft taktiska bevekelsegrunder. Hess tillade samtidigt att han inte ångrade sin tid med Hitler och NSDAP. 
I sitt slutanförande inför tribunalen yttrade Hess bland annat följande:
| ”                                   | Jag hade privilegiet att under många år av mitt liv verka under den störste son, som mitt folk frambringat under sin tusenåriga historia. Även om jag kunde, skulle jag inte vilja radera denna tid från mitt liv. Jag är lycklig i vetskapen, att jag har gjort min plikt gentemot mitt folk, min plikt som tysk, som nationalsocialist, som lojal anhängare till min Führer. Jag ångrar ingenting. Om jag skulle kunna börja om från början, skulle jag återigen handla som jag handlade, även om jag visste, att jag i slutet skulle möta döden på det brinnande bålet. Oavsett vad människor gör, skall jag en gång stå inför Den Eviges domarstol. Jag skall svara inför Honom, och jag vet, att Han kommer att frikänna mig. | „ |
| – Rudolf Hess, den 31 augusti 1946. | |   |

Psykiatern vid fängelset i Nürnberg, Douglas M. Kelley, beskrev Hess som emotionellt omogen, inåtvänd och drömmande. Kelley menade att Hess inte var kapabel att inse anklagelsernas allvar. Domstolen fastslog dock att det inte fanns någon antydan om att Hess inte varit vid sina sinnens fulla bruk när de brott för vilka han anklagats begicks.

## Livstids fängelse
Den 1 oktober 1946 dömdes Hess till livstids fängelse för planerande av anfallskrig och brott mot freden. Han ansågs inte ha gjort sig skyldig till krigsförbrytelser eller brott mot mänskligheten. Rättens sovjetiske huvuddomare var skiljaktig och hade förordat dödsstraff för Hess. I juli 1947 fördes Hess från Nürnberg till Spandaufängelset i Berlin. 
Den 17 augusti 1987, klockan 18.35, fick Hess son Wolf Rüdiger Hess ett samtal från Darold W. Keane, den amerikanske direktören för Spandaufängelset, om att hans far hade avlidit. Uttalandet löd "I am authorized to inform you that your father expired today at 4:10 p.m. I am not authorized to give you any further details". Omständigheterna kring Hess död är dock oklara. Officiellt konstaterades självmord, men detta har bestridits bland annat av Wolf Rüdiger och hans hustru Andrea Hess. Rudolf Hess begravdes den 20 augusti 1987 i Wunsiedel i Bayern.
Hess publicerade aldrig några memoarer. År 1974 gav den amerikanske fängelsedirektören Eugene K. Bird ut boken Fången i Spandau. Boken berättar om Hess liv men främst om tiden i Spandaufängelset där han var internerad från 1947 till 1987.
På morgonen den 20 juli 2011 lät tyska myndigheter exhumera Hess kvarlevor ur familjegraven i Wunsiedel och kremera dessa för att förhindra att nynazister vallfärdar till graven på årsdagen av hans död. Askan spreds i en sjö vars namn inte har offentliggjorts.

### Wolf Rüdiger Hess och den ouppklarade dödsorsaken
Rudolf Hess son, Wolf Rüdiger Hess, var en nazistisk sympatisör och en övertygad anhängare till Adolf Hitler. Han var, tillsammans med resten av familjen, övertygad om att hans far hade blivit mördad. Några minuter innan självmordet den 17 augusti 1987 skall Hess ha skrivit ett avskedsbrev till familjen där han tackade för allt. Familjen yrkade på förfalskning med ett antal förklaringar.
- Rudolf Hess ska ha varit en mycket petig människa, något av en pedant. Hans brev var odaterat.
- Avskedsfrasen i slutet ska Hess inte ha använt sedan Wolf fick barn.
- Hess nämnde ingenting om sina barn som han enligt Wolfs fru Andrea ska ha varit väldigt förtjust i.

Man lät experter granska brevet men hittade inga tecken på att det skulle vara förfalskat.
| ” | Der inkriminierte Abschiedsbrief stammt mit an Sicherheit grenzender Wahrscheinlichkeit aus der Hand von Hess, Rudolf, geb. 1894, gestorben am 17. August 1987. | „ |
| – Dokumentlaboratoriet hos kantonpolisen i Zürich (Den anklagades avskedsbrev är med största sannolikhet skrivet av Rudolf Hess, född 1894, död 17 augusti 1987.) | |   |

När familjen lät göra en andra obduktion fann man att ett flertal punkter motsade de resultat som de allierade hade låtit göra vid den första obduktionen. En dispyt uppstod mellan familjen och dr W. Spann som hävdade att det inte fanns några bevis på att en annan person hade närvarat vid dödsfallet.
Under utredningen dök ett vittne upp: Abdullah Melaouhi, Hess sjukvårdare. Han ska ha sett två medlemmar av SAS iklädda uniform anlända till fängelset för att där strypa Rudolf med en skarvkabel. Ett påstående som bestrids av en av SAS-medlemmarna, Al Ahuja.

## Privatliv och intressen
Vid sidan om Rudolf Hess stora intresse för astronomi, som han bevarade även i Spandaufängelset, fanns ett intresse för sport. Fotografier från hans skidsemestrar har bevarats och i fängelset tittade han ofta på sport på TV, i huvudsak fotboll och tennis.
Hess var både rökfri och nykterist och vägrade till och med att dansa om så tillfälle bjöds. Han valde hellre att leva ett enkelt privatliv och ceremonin vid hans sons namngivning hölls mycket enkel. Till övriga intressen hörde medicinalväxter och ekologiskt jordbruk.

## Hess inom nynazism och i populärkultur
Rudolf Hess har inom nynazismen blivit något av en symbol. Eftersom han intill döden ska ha hållit hårt på sina ideologiska åsikter har detta blivit en person att beundra enligt en stor del av dagens nazistiska tolkare.[källa behövs] Detta har lett till att stora demonstrationståg har genomförts – inte bara genom Wunsiedel, familjen Hess uppväxtstad, utan även i många andra länder såsom Nederländerna och Danmark – på Hess dödsdag. 1991 förbjöds demonstrationerna i Wunsiedel och förbudet kom inte att upphävas förrän år 2000. Under de kommande åren har demonstrationerna vuxit allt mer i storlek. Uppskattningsvis samlades 2 500 personer 2002 och två år senare, 2004, räknade man antalet till dryga 3 800. Beslut fattades om att återigen förbjuda tågen år 2005 och 2006.
Hess återfinns i böcker, film och en del modern musik. Det följande är ett urval av hans förekomst i populärkulturen:
- Sången "Warsaw" av Joy Division börjar med frasen "350125 Go!" och termen "31G" förekommer i refrängen. Dessa nummer hänvisar sannolikt till Rudolf Hess fångnummer 31G 350125. På "At A Later Date" på albumet Live At The Electric Circus, inleder gitarristen Bernard Sumner med att utbrista till publiken: "You all forgot Rudolf Hess!"
- Hess dyker upp som en karaktär i Michael Moorcocks bok "The Dreamthief's Daughter".
- Hess dyker upp som en karaktär i Christopher Priests bok "The Separation".
- Hess dyker upp som en karaktär i Eric Knights bok "Sam Small Flies Again".
- Hess dyker upp som en karaktär i dramadokumentären "Djävulens arkitekt - Hitler & Speer".
- Hess dyker upp som en karaktär i Fullmetal Alchemist: Conqueror of Shamballa.
- Rudolf Hess spelades av sir Laurence Olivier i filmen De vilda gässen 2 från 1985, där en grupp legosoldater hyrs in för att frita Hess ur fängelset.
- Hess är huvudpersonen i P.O Enquists roman med titeln Hess, utgiven 1966. Den är ej en dokumentär utan en  fiktionaliserad berättelse.

## Befordringshistorik
- SS-Oberführer: 18 december 1931
- SS-Gruppenführer: 5 december 1932
- SS-Obergruppenführer: 1 juli 1933

## Utmärkelser
- Blodsorden
- NSDAP:s partitecken i guld